# Никифор Лепрозни
Преподобни Никифор Лепрозни, Никифор Губави, Никифор Прокажени (рођ. Николај Дзанакакис, 1890. Сирикара, Крит, 4. јануара 1964. Хиос) је светитељ Цариградске патријаршије у лику преподобног.
Рођен је у сељачкој породици, у селу Сирикари, у западном делу Крита. У тринаестој години родитељи су га послали у град Хања, где је изучио берберски занат. Тамо се ратболео од лепре. У то време Крићани су болесне од лепре одводили  на полуострво Спиналонга, и зато, кад је у његовој шеснаестој години болест постала приметна, Николај је отишао у Александрију, где је наставио да ради као берберин. Када се губа почела појављивати на рукама и лицу, један јереј га је посавјетовао да иде на острво Хиос, где је било лечилиште и карантин за лепрозне болеснике, који је подигао Антим (Вајанос). Николај је на Хиос дошао 1914, кад је имао 24 године. Тамо се за Николаја отворио простор за врлинско усавршавање. Преподобни Антим га је замонашио, давши му име Никифор. Он је имао послушање у башти и воћњаку, и био је први појац у храму. Касније је због болести, Никифор изгубио вид.
Због безграничног трпљења и љубави према свакоме, Никифор је од Господа добио дар пророковања и утешитеља невољника. Кад се упокојио, 4. јануара 1964. године од његових мошти се осјетило благоухање. 
Многобројна чудеса, која су се десила по молитвама светога, записао је његов ученик отац Евменије.
Свети синод Цариградске патријаршије 3. децембра 2012. године је прибројао Никифора Лепрозног лику светих инока.